# 仁川学院中学校・高等学校
仁川学院中学校・高等学校（にがわがくいんちゅうがっこう・こうとうがっこう）は、兵庫県西宮市甲東園に所在し、中高一貫教育を提供する私立中学校・高等学校。
設立母体はコンベンツァル聖フランシスコ修道会。

## 沿革
仁川学院は1950年（昭和25年）にポーランドより来日した宣教師たちによって開学した。
中学校・高等学校は1962年（昭和37年）に開校。
- 1962年（昭和37年）04月 - 仁川学院中学校・高等学校開校
- 1965年（昭和40年）
  - 02月 - 仁川学院中学校・高等学校第一回卒業式挙行
  - 11月 - 体育館竣工
- 1978年（昭和53年）09月 - 学院室内温水プール（日本水泳連盟公認）竣工
- 1984年（昭和59年）
  - 02月 - 学院講堂・ラーニングセンター竣工
  - 10月 - 聖マキシミリアノ・コルベ像序幕
- 1986年（昭和61年）10月 - 学院創立30周年記念誌発行
- 1990年（平成02年）04月 - 中学校の学年2クラスより3クラスに増設
- 1993年（平成05年）04月 - 高等学校に特進コース設置
- 1995年（平成07年）02月 - 学院総合校舎竣工
- 1997年（平成09年）02月 - 高校新校舎峻別
- 2006年（平成18年）10月 - 学院創立50周年記念式典挙行
- 2008年（平成20年）03月 - 中学校新校舎、総合体育館竣工

## 特徴
- 携帯電話は学院内、通学路での使用は禁止されているが2018年から持ち込みのみ許可されるようになった。(災害時のみ使用可)
- 仁川学院小学校からの進学者は毎年数人であり、ほとんどが外部からの入学者である。卒業生の多くは同高校に進学するが外部進学する生徒もいる。高校からの入学者が多い。
- 制服は中学生は男子は赤いネクタイ、女子は赤いリボンにブレザー、高等学校は男子は紺色のネクタイ、女子は同じく紺色のリボンに中学と同じブレザーを着用する。夏服は、男子は白シャツ、女子はワンピースとなる。
- 最寄駅は阪急電鉄甲東園駅であるが仁川駅からも通学可能である。
- 通学はほとんどの生徒が電車を利用しており、自転車通学は校則で禁止されている。車での送迎は緊急時以外は禁止になっている。
- キリスト教カトリック校で共学を採用している数少ない学校のひとつである。
- 在学生徒は修道母体が創立した聖母の騎士社が発行する『聖母の騎士』を購読し、キリスト教について学ぶ。

## キリスト教主義教育
学校はキリスト教カトリックの流れをくんでいるために宗教色の強い清楚な校風として知られている。
キリスト教主義教育をとっているため服装の乱れや礼儀、態度は厳しく見られ、校内でも授業やクラブ活動以外では制服を着用することが決められている。
また、校長はクリスチャンコードに則り現役の神父が担当している。

### 宗教行事･教育
宗教（キリスト教）に関する行事が多いことがその特色のひとつでもある。
- 宗教科 - 中学・高等学校で週に1単位ある。キリスト教について学んだり、自己探求など広範囲な教育を行っている。
- クリスマスウィーク - 毎年12月のクリスマス前後の一週間に慈善活動を行う。内容は地域清掃、募金活動、親睦会などでこの1週間は校内がクリスマス一色に染まる行事である。
- 宗教朝礼 - 学年単位で週に1回に行われる集会。聖書の言葉に耳を傾け、学校長の説教を聴く。

### 自治活動
仁川学院中学校・高等学校は中高統一された生徒会が存在せず、中学校生徒会・高等学校生徒会が各校の自治活動を行う。しかし、一部の行事は中高生徒会連携で推進するので、つながりは深い。

#### 主な委員会とその役割（高等学校）
- 生徒会執行部 - 生徒会規約に則って生徒会活動を主導する意思決定機関。生徒会長、副会長などの役員と各委員会の委員長で構成される。実際に行事を執行する最高執行機関でもある。本部は高校校舎4階の生徒会室。
- 生活委員会 - 学校生活の向上のために設置されている。しかし、あしなが育英会の募金活動、その他の慈善活動を学外で行うなど活動範囲が広い機関である。
- 図書委員会 - ラーニングセンター図書館の管理を担当している。図書の整備や図書館便りの発行などが主な業務。
- 保健体育委員会 - 球技大会、体育祭などの計画立案、準備をはじめとして、通常の体育科の授業内でも出欠確認、施錠確認などの雑務を行う。
- 美化委員会 - 学内環境を維持するために『美化の日』と呼ばれる日に清掃活動を行ったり、地域清掃を行う。
- 宗教委員会 - 仁川学院高等学校の宗教行事にかかわる計画立案、準備を行う。宗教を重んじる仁川学院では行事によっては当委員会が執行部を上まわる主導権を握るなど学校運営上は中枢の機関でもある。宗教朝礼の進行、慈善活動の推進、クリスマスウィークなどの運営を主な活動とする。

### 修学旅行
イタリアへ研修旅行へ向かう。ISのテロの影響で現在は中止され沖縄研修旅行に変更されているが、2019年からイタリア又は沖縄の選択制となった。

## 進路指導

### コース別進路指導
仁川学院中学校・高等学校には特進コース・進学コースが設置されている。
- アカデミアコース - 高校3ヵ年教育のコース。難関国立大学を初めとする国公立大学現役合格を目指す
- カルティベーションSコース - 中学・高校それぞれ3ヵ年教育のコース。国公立大学、難関私立大学への合格を目指す。
- カルティベーションコース - 中学・高校それぞれ３カ年教育のコース。中堅私立大学の合格を目指す。

進学コースでは1学年3クラスの約80人程度。高校2年次には文系、理系クラスに分かれる。
コース変更も可能で毎年十数人の一定条件を満たした生徒がコースを変更している。

#### 17歳の決断
仁川学院中学校・高等学校では生徒の進路の決定を『17歳の決断』と称し進路指導に力を入れている。
このカリキュラムは生徒の学力面だけでなく、精神面においてキリスト教教育を通しての自己分析で将来の展望や目的を明確にさせている。

### 学習支援
高校は生徒の学習支援体制づくりに取り組んでいる。
- 学内予備校 - 平成22年度から開始された大手予備校講師の授業を学内で受講できる制度。
- チューター制度 - 学院の施設であるラーニングセンターに有名国公立大学生が駐在して学習指導を受けられる制度。普段の学習の質問や進路相談に活用する生徒も多い。
- 寺子屋 - 各コースで導入されている自学自習をするための時間。

## 学院施設・周辺

### コルベ講堂
仁川学院の中央に位置する講堂。主に入学式や卒業式などの重要儀式で使用される。
コルベ講堂は外観は男性のようなたくましさをあらわし、内部は女性の胎内の温もりを表現している。そのため外観は打放しコンクリート構造で内部は柔らかい色彩の対照的な空間となっている。1階部分には小講堂もある。
講堂内に設置してあるパイプオルガンはカンタベリー大聖堂やロンドンのセントポール大聖堂などのオルガンも手がける英国マンダー社製。マンダー社製のオルガンは日本には8ヶ所に設置されており仁川学院コルベ講堂内のパイプオルガンはそのひとつである。

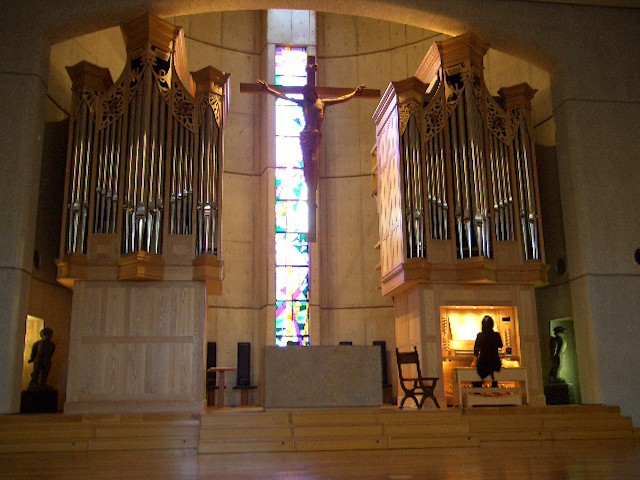
仁川学院コルベ講堂
英国マンダー社製のパイプオルガン

### ラーニングセンター
仁川学院の複合学習施設である。仁川学院関係者ならば誰でも利用可能な学院共有施設でもある。
ラーニングセンター（図書館）、仁学サポートセンター（購買部）、などの学習支援施設が設置されている。センターの1階には学院総合事務局があり、コルベ講堂に隣接している。
センター内には貴重な骨董品が展示してあり、そのほか絵画などの芸術品も多数みられる。

### 高等学校舎
高等学校校舎はコンクリート構造でつくられており、南はコルベ講堂前のアゴラ（中庭）に隣接している。北は高校グラウンドがある。
HR教室のほかに音楽室、化学室、物理室、視聴覚室などの特別教室や多目的選択教室も設置されており高校校舎といっても中学生も多く利用する。
HR教室は高校進学コースの1年生～3年生までがある。進学校舎とも呼ばれる。

### 総合校舎
高校校舎の東に位置している。
高校特進コースの1年生～3年生までの教室が設置されているため、特進校舎とも呼ばれる。1階にはPC室がある。

### 中学校舎
2009年に新設された。それまでは仁川学院小学校に隣接していた。
高校校舎の南にある。中学校の各HR教室やローゼンバイゲル記念ホール（多目的ホール）がある。

### 総合体育館
中学校舎東に直結している総合体育施設。
室内温水プール、武道場、トレーニングルーム、体育館が設置されている。

### ヒマラヤ杉
仁川学院の周辺には大きなヒマラヤスギ がみられる。
ヒマラヤスギを学院周辺に植えたのは学院創設にかかわったポーランドの修道士たちで、修道士がで来日するに際ヒマラヤスギの種を持ちこみ、生徒がスギのようにまっすぐに育つように願いをこめて植えられたと伝えられている。

### 宇宙軸
仁川学院の施設内のアゴラ（中広場）には巨大な白塔が中心に建っている。これは宇宙軸とよばれ、神と生徒たちを宗ぐ（つなぐ）シンボル、生徒たちの交流の場として活用されている。（地上 18 メートル、地下 15 メートル）

### カトリック仁川教会
コルベ講堂の北東にある設立母体コンベンツァル聖フランシスコ修道会の教会。

## 部活動・同好会

### 体育会系
- バレーボール部（男女）
- アメリカンフットボール部（男子）※
- 薙刀部（女子）
- バドミントン部（女子）
- 卓球部（男女）
- サッカー部（男子）
- 水泳部（男女）
- バスケットボール部（男女）
- 硬式野球部（男子）（中学校では野球部）
- ソフトテニス部（男女）※
- テニス部（男女）
- 剣道部（男女）
- 陸上競技部（男女）

### 文化系
- 科学部（中学校では理科同好会）
- 茶道部
- 写真部
- 軽音楽部 ※
- 吹奏楽部
- 放送部 ※
- E.S.S部
- 美術部
- クッキング部
- 文芸同好会 ※
- 囲碁・将棋同好会 ※
- 聖歌合唱部
- 歴史研究同好会 ※
- 園芸部

※は高等学校のみ

## 姉妹校
- 聖母の騎士高等学校
- St. Mary's High School (Phoenix, Arizona)

上記の学校以外にもキリスト教カトリック系（フランシスコ会）の学校とは姉妹校関係にあり、ビデオレターを通して交流なども行われている。

## 著名な出身者
- 樹里咲穂 - 元宝塚歌劇団専科男役
- 柳川雅樹 - サッカー選手、高等部卒業
- 佐藤輝明 - プロ野球選手、高等部卒業
- 高橋幸史 - アメリカンフットボールプレイヤー、高等部卒業
- 小岸秀行 - プロゴルフキャディ、高等部卒業
- 明石家のんき - 落語家・ロック歌手、高等部卒業
- 代走みつくに - 漫談家、高等部卒業
- 岩崎なおあき - タレント、高等部卒業
- レオン佐久間 - イラストレーター、高等部卒業
- 松井朝敬 - ウクレレ奏者（高等部中途退学）
- 油井誠志 - 音楽プロデューサー、高等部卒業
- 春名慎太郎 ‐ ミュージシャン、ロックバンドGETCHA!のヴォーカリスト、高等部卒業